# Disjunct verspreidingsgebied

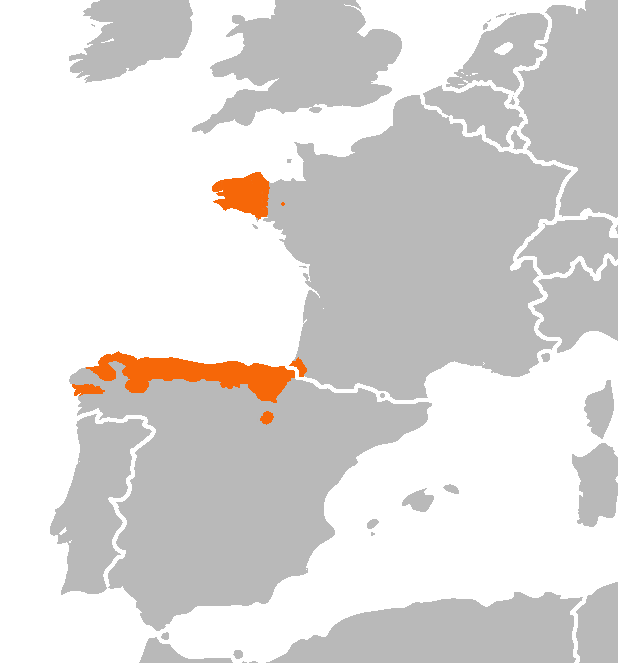
Verspreidingsgebied van de slakkensoort Elona quimperiana, een voorbeeld van een disjunct verspreidingsgebied

Van een disjunct verspreidingsgebied of disjunct areaal bij een soort wordt in de biogeografie gesproken als het verspreidingsgebied van de soort niet aaneensluitend is, dus min of meer verbrokkeld.

## Oorzaken van disjunctie
Disjunctie van het areaal kan vaak verklaard worden met biologische, geografische, geologische en populatiedynamische gegevens, zoals evolutie, het uiteendrijven van de continenten, gebergtevorming en het lokaal uitsterven van populaties.
Voorbeelden van disjuncte arealen zijn te vinden bij:
- Pacifische bruine kiekendief (Circus approximans)
- Columella columella
- Donzige eik (Quercus pubescens)
- Paradisaea (een geslacht)
- Tulpenboomfamilie (familie: Magnoliaceae)
- Vertigo alpestris
- Vleermuiswouw (Macheiramphus alcinus)